# Euzebiusz Smolarek
Euzebiusz Smolarek  (Łódź, 1981. január 9.) lengyel válogatott labdarúgó. Apja, Włodzimierz Smolarek világbajnoki bronzérmes labdarúgó.

## Külső hivatkozások
- Euzebiusz Smolarek (90minut.pl)
- Euzebiusz Smolarek (ebismolarek.com)